# Pedro Afonso
Pedro Afonso là một đô thị thuộc bang Tocantins, Brasil. Đô thị này có diện tích 2010,892 km², dân số năm 2007 là 10295 người, mật độ 5,12 người/km².